# Municipio de Fox Lake
El municipio de Fox Lake (en inglés: Fox Lake Township) es un municipio ubicado en el condado de Martin en el estado estadounidense de Minnesota. En el año 2010 tenía una población de 256 habitantes y una densidad poblacional de 2,78 personas por km².

## Geografía
El municipio de Fox Lake se encuentra ubicado en las coordenadas 43°42′58″N 94°40′10″O / 43.71611, -94.66944. Según la Oficina del Censo de los Estados Unidos, el municipio tiene una superficie total de 92.12 km², de la cual 88,36 km² corresponden a tierra firme y (4,07 %) 3,75 km² es agua.

## Demografía
Según el censo de 2010, había 256 personas residiendo en el municipio de Fox Lake. La densidad de población era de 2,78 hab./km². De los 256 habitantes, el municipio de Fox Lake estaba compuesto por el 99,22 % blancos, el 0,39 % eran amerindios, el 0,39 % eran asiáticos. Del total de la población el 0 % eran hispanos o latinos de cualquier raza.